# Atkinson Film-Arts
Atkinson Film-Arts: fue un estudio de animación con sede en Ottawa, Canadá, que cerró en 1989. La compañía es conocida por los dos primeros Care Bears especiales de televisión, La tierra sin sentimientos y La Máquina de congelación, y las cuatro especialidades del sindicado que inspiraron a Los Mapaches (así como la primera y segunda temporada de episodios de la serie en sí). Atkinson también produjo el especial de Navidad 1978 El Burro Little Brown y el 1987-88 serie Las aventuras de Teddy Ruxpin.
También trabajó en el 1981 la antología de ciencia ficción, Heavy Metal y también el "cuerpo eléctrico", película de vídeo con Rush (banda).
La empresa adquirió uno de los estudios de cine más antigua de Canadá, Películas Crawley (y su filial Graphic Films), en 1982, por el precio de sólo 1 dólar canadiense.
Algunos artistas de Atkinson que trabajó en el 1986 no directamente a la producción de vídeo, el suricatas, pasó a unirse a departamento de animación de Disney. Se cree que han creado Timón, un personaje de El Rey León, con sus primeros esfuerzos en la mente.
- Datos: Q2869363